# Strekiv, Derajnea
Strekiv (în ucraineană Стреків) este un sat în comuna Radivți din raionul Derajnea, regiunea Hmelnîțkîi, Ucraina.

## Demografie
Componența lingvistică a localității Strekiv
     Ucraineană (98,39%)
     Română (1,61%)
Conform recensământului din 2001, majoritatea populației localității Strekiv era vorbitoare de ucraineană (98,39%), existând în minoritate și vorbitori de română (1,61%).